# Charapaxi
Charapaxi ist eine Ortschaft im Departamento La Paz im südamerikanischen Anden-Staat Bolivien.

## Lage im Nahraum
Charapaxi ist zentraler Ort des Cantón Charapaxi im Municipio Licoma Pampa in der Provinz Inquisivi und liegt auf einer Höhe von 2300 m  fünfundzwanzig Kilometer östlich der schneebedeckten Gipfel der Cordillera Real zwischen den Ortschaften Licoma und Inquisivi.

## Geographie
Charapaxi liegt in einem der Täler auf der Ostseite der Kordillere Quimsa Cruz, zwischen dem bolivianischen Altiplano im Westen und dem Amazonas-Tiefland im Osten.
Die mittlere Durchschnittstemperatur der Region liegt bei etwa 19 °C (siehe Klimadiagramm Cajuata), die Monatswerte schwanken nur wenig zwischen gut 16 °C im Juni und Juli und gut 20 °C im Dezember und Januar. Der Jahresniederschlag beträgt etwa 900 mm, bei einer ausgeprägten Trockenzeit von Mai bis August und einer Feuchtezeit von Dezember bis März.

## Verkehrsnetz
Charapaxi liegt in einer Entfernung von 261 Straßenkilometern östlich von La Paz, der Hauptstadt des gleichnamigen Departamentos.
Von La Paz führt die asphaltierte Nationalstraße Ruta 3 in nordöstlicher Richtung 60 Kilometer bis Unduavi, von dort zweigt die unbefestigte Ruta 25 in südöstlicher Richtung ab und erreicht nach 69 Kilometern Chulumani. Von dort führt sie über die Ortschaft Irupana und Cajuata nach Charapaxi und weiter nach Inquisivi und Independencia (Ayopaya). Nach insgesamt 481 Kilometern trifft die Ruta 25 bei Vinto auf die Ruta 4, die auf weiteren fünfzehn Kilometern Cochabamba erreicht.

## Bevölkerung
Die Einwohnerzahl von Charapaxi ist in den vergangenen beiden Jahrzehnten leicht angestiegen:
| Jahr | Einwohner | Quelle       |
| ---- | --------- | ------------ |
| 1992 | 244       | Volkszählung |
| 2001 | 229       | Volkszählung |
| 2012 | 282       | Volkszählung |
| 2024 |           | Volkszählung |

Die Region weist einen hohen Anteil von indigener Aymara-Bevölkerung auf, im Municipio Licoma Pampa sprechen 59,6 Prozent der Bevölkerung die Aymara-Sprache.